# Газаль Хакіміфард
Газаль Хакіміфард (перс. غزل حکیمی‌فرد, нар. 1994 року) — іранська шахістка. 2010 року, коли їй було 16, здобула звання чемпіонки Ірану, набравши 10 очок з 12 і таким чином на 1,5 очка випередивши найближчих суперниць.
2007 року отримала звання майстра ФІДЕ серед жінок, у червні 2011 року — міжнародного майстра серед жінок. 2012 року, маючи рейтинг 2249 була на третьому місті серед іранських шахісток і на 42-му серед усіх іранських шахістів.
У складі жіночої збірної Ірану взяла участь у шаховій олімпіаді 2010. Того ж року на чемпіонаті світу серед дівчат до 16 років посіла сьоме місце. Є старшою сестрою іншої іранської шахістки Рани Хакіміфард.